# Séries éliminatoires de la Coupe Stanley 1975
Année précédente Année suivante
Les séries éliminatoires de la Coupe Stanley 1975 font suite à la saison 1974-1975 de la Ligue nationale de hockey.

## Règlement
À la suite de la réorganisation de la LNH en quatre divisions, un nouveau format est adopté pour les séries éliminatoires. Les 3 premières équipes de chaque division sont qualifiées pour les séries, les champions de division étant exemptés de premier tour. Lors de ce premier tour joué au meilleur des 3 matchs, les deuxième et troisième équipes des divisions sont classées selon le nombre de points marqués en saison. La première équipe de ce classement rencontre la huitième, la deuxième est confrontée à la septième, la troisième à la sixième et la quatrième à la cinquième.
Pour le deuxième tour, les équipes se rencontrent à nouveau en fonction des résultats de la saison régulière : les Canucks de Vancouver, premiers de leur division sont ainsi exempts de premier tour mais sont ensuite confrontés aux Canadiens de Montréal, une des trois meilleures équipes de la saison.

## Tableau récapitulatif
|  | Tour prémilinaire | Tour prémilinaire      | Tour prémilinaire | Tour prémilinaire      |   |                        | Quarts de finale | Quarts de finale | Quarts de finale | Quarts de finale |  |  | Demi-finales | Demi-finales | Demi-finales | Demi-finales |  |  | Finale de la Coupe Stanley | Finale de la Coupe Stanley | Finale de la Coupe Stanley | Finale de la Coupe Stanley |
|  |                   |                        |                   |                        |   |                        |                  |                  |                  |                  |  |  |              |              |              |              |  |  |                            |                            |                            |                            |
|  |                   |                        |                   |                        |   |                        |                  |                  |                  |                  |  |  |              |              |              |              |  |  |                            |                            |                            |                            |
|  |                   |                        |                   |                        |   |                        |                  |                  |                  |                  |  |  |              |              |              |              |  |  |                            |                            |                            |                            |
|  |                   |                        |                   |                        |   |                        |                  |                  |                  |                  |  |  |              |              |              |              |  |  |                            |                            |                            |                            |
|  |                   |                        |                   |                        |   |                        |                  |                  |                  |                  |  |  |              |              |              |              |  |  |                            |                            |                            |                            |
|  | 1                 | Flyers de Philadelphie | 4                 | 4                      |   |                        |                  |                  |                  |                  |  |  |              |              |              |              |  |  |                            |                            |                            |                            |
|  | 1                 | Flyers de Philadelphie | 4                 | 4                      |   |                        |                  |                  |                  |                  |  |  |              |              |              |              |  |  |                            |                            |                            |                            |
|  |                   |                        | 13                | Maple Leafs de Toronto | 0 | 0                      |                  |                  |                  |                  |  |  |              |              |              |              |  |  |                            |                            |                            |                            |
|  | 3                 | Kings de Los Angeles   | 13                | Maple Leafs de Toronto | 0 | 0                      | 1                | 1                |                  |                  |  |  |              |              |              |              |  |  |                            |                            |                            |                            |
|  | 3                 | Kings de Los Angeles   |                   |                        |   |                        |                  | 1                |                  |                  |  |  |              |              |              |              |  |  |                            |                            |                            |                            |
|  | 13                | Maple Leafs de Toronto | 2                 | 2                      |   |                        |                  |                  |                  |                  |  |  |              |              |              |              |  |  |                            |                            |                            |                            |
|  | 13                | Maple Leafs de Toronto | 2                 | 2                      | 1 | Flyers de Philadelphie | 4                | 4                |                  |                  |  |  |              |              |              |              |  |  |                            |                            |                            |                            |
|  |                   |                        |                   |                        | 1 | Flyers de Philadelphie | 4                | 4                |                  |                  |  |  |              |              |              |              |  |  |                            |                            |                            |                            |
|  |                   |                        | 8                 | Islanders de New York  | 3 | 3                      |                  |                  |                  |                  |  |  |              |              |              |              |  |  |                            |                            |                            |                            |
|  |                   |                        |                   |                        | 3 | 3                      |                  |                  |                  |                  |  |  |              |              |              |              |  |  |                            |                            |                            |                            |
|  |                   |                        |                   |                        |   |                        |                  |                  |                  |                  |  |  |              |              |              |              |  |  |                            |                            |                            |                            |
|  |                   |                        |                   |                        |   |                        |                  |                  |                  |                  |  |  |              |              |              |              |  |  |                            |                            |                            |                            |
|  | 2                 | Sabres de Buffalo      | 4                 | 4                      |   |                        |                  |                  |                  |                  |  |  |              |              |              |              |  |  |                            |                            |                            |                            |
|  | 2                 | Sabres de Buffalo      | 4                 | 4                      |   |                        |                  |                  |                  |                  |  |  |              |              |              |              |  |  |                            |                            |                            |                            |
|  |                   |                        | 12                | Black Hawks de Chicago | 1 | 1                      |                  |                  |                  |                  |  |  |              |              |              |              |  |  |                            |                            |                            |                            |
|  | 5                 | Bruins de Boston       | 12                | Black Hawks de Chicago | 1 | 1                      | 1                | 1                |                  |                  |  |  |              |              |              |              |  |  |                            |                            |                            |                            |
|  | 5                 | Bruins de Boston       |                   |                        |   |                        |                  | 1                |                  |                  |  |  |              |              |              |              |  |  |                            |                            |                            |                            |
|  | 12                | Black Hawks de Chicago | 2                 | 2                      |   |                        |                  |                  |                  |                  |  |  |              |              |              |              |  |  |                            |                            |                            |                            |
|  | 12                | Black Hawks de Chicago | 2                 | 2                      | 1 | Flyers de Philadelphie | 4                | 4                |                  |                  |  |  |              |              |              |              |  |  |                            |                            |                            |                            |
|  |                   |                        |                   |                        | 1 | Flyers de Philadelphie | 4                | 4                |                  |                  |  |  |              |              |              |              |  |  |                            |                            |                            |                            |
|  |                   |                        | 2                 | Sabres de Buffalo      | 2 | 2                      |                  |                  |                  |                  |  |  |              |              |              |              |  |  |                            |                            |                            |                            |
|  | 6                 | Penguins de Pittsburgh | 2                 | Sabres de Buffalo      | 2 | 2                      | 2                | 2                |                  |                  |  |  |              |              |              |              |  |  |                            |                            |                            |                            |
|  | 6                 | Penguins de Pittsburgh |                   |                        |   |                        |                  | 2                |                  |                  |  |  |              |              |              |              |  |  |                            |                            |                            |                            |
|  | 10                | Blues de Saint-Louis   | 0                 | 0                      |   |                        |                  |                  |                  |                  |  |  |              |              |              |              |  |  |                            |                            |                            |                            |
|  | 10                | Blues de Saint-Louis   | 0                 | 0                      | 3 | Canadiens de Montréal  | 4                | 4                |                  |                  |  |  |              |              |              |              |  |  |                            |                            |                            |                            |
|  |                   |                        |                   |                        | 3 | Canadiens de Montréal  | 4                | 4                |                  |                  |  |  |              |              |              |              |  |  |                            |                            |                            |                            |
|  |                   |                        | 9                 | Canucks de Vancouver   | 1 | 1                      |                  |                  |                  |                  |  |  |              |              |              |              |  |  |                            |                            |                            |                            |
|  |                   |                        |                   |                        | 1 | 1                      |                  |                  |                  |                  |  |  |              |              |              |              |  |  |                            |                            |                            |                            |
|  |                   |                        |                   |                        |   |                        |                  |                  |                  |                  |  |  |              |              |              |              |  |  |                            |                            |                            |                            |
|  |                   |                        |                   |                        |   |                        |                  |                  |                  |                  |  |  |              |              |              |              |  |  |                            |                            |                            |                            |
|  | 2                 | Sabres de Buffalo      | 4                 | 4                      |   |                        |                  |                  |                  |                  |  |  |              |              |              |              |  |  |                            |                            |                            |                            |
|  | 2                 | Sabres de Buffalo      | 4                 | 4                      |   |                        |                  |                  |                  |                  |  |  |              |              |              |              |  |  |                            |                            |                            |                            |
|  |                   |                        | 3                 | Canadiens de Montréal  | 2 | 2                      |                  |                  |                  |                  |  |  |              |              |              |              |  |  |                            |                            |                            |                            |
|  | 7                 | Rangers de New York    | 3                 | Canadiens de Montréal  | 2 | 2                      | 1                | 1                |                  |                  |  |  |              |              |              |              |  |  |                            |                            |                            |                            |
|  | 7                 | Rangers de New York    |                   |                        |   |                        |                  | 1                |                  |                  |  |  |              |              |              |              |  |  |                            |                            |                            |                            |
|  | 8                 | Islanders de New York  | 2                 | 2                      |   |                        |                  |                  |                  |                  |  |  |              |              |              |              |  |  |                            |                            |                            |                            |
|  | 8                 | Islanders de New York  | 2                 | 2                      | 6 | Penguins de Pittsburgh | 3                | 3                |                  |                  |  |  |              |              |              |              |  |  |                            |                            |                            |                            |
|  |                   |                        |                   |                        | 6 | Penguins de Pittsburgh | 3                | 3                |                  |                  |  |  |              |              |              |              |  |  |                            |                            |                            |                            |
|  |                   |                        | 8                 | Islanders de New York  | 4 | 4                      |                  |                  |                  |                  |  |  |              |              |              |              |  |  |                            |                            |                            |                            |
|  |                   |                        |                   |                        | 4 | 4                      |                  |                  |                  |                  |  |  |              |              |              |              |  |  |                            |                            |                            |                            |
|  |                   |                        |                   |                        |   |                        |                  |                  |                  |                  |  |  |              |              |              |              |  |  |                            |                            |                            |                            |
|  |                   |                        |                   |                        |   |                        |                  |                  |                  |                  |  |  |              |              |              |              |  |  |                            |                            |                            |                            |
|  |                   |                        |                   |                        |   |                        |                  |                  |                  |                  |  |  |              |              |              |              |  |  |                            |                            |                            |                            |
|  |                   |                        |                   |                        |   |                        |                  |                  |                  |                  |  |  |              |              |              |              |  |  |                            |                            |                            |                            |

## Détails des séries
Les Sabres de Buffalo, les Canucks de Vancouver, les Canadiens de Montréal et les Flyers de Philadelphie sont exemptés de premier tour en qualité de champions de division.

### Premier tour

#### Los Angeles contre Toronto
| 8 avril | Kings de Los Angeles | 3-2 (pr) (1-1, 1-0, 0-1, 1-0) | Maple Leafs de Toronto | The Forum 12 426 spectateurs |

| Feuille de match | Feuille de match                                                                                             | Feuille de match    | Feuille de match                                                                           | Feuille de match |
| ---------------- | --- | ------------------- | ------------------------------------------------------------------------------------------ | ---------------- |
|                  | Berry (Kozak, Widing) — 14 min 31 s - Carr (Berry, Brown) — 36 min 25 s - Murphy (Carr, Brown) — 68 min 53 s | 1-0 1-1 2-1 2-2 3-2 | - Stoughton (Keon, Hammarstrom) — 15 min 40 s - Ellis (Williams, Turnbull) — 58 min 30 s - |                  |
| Vachon           | Gardiens | McRae               |                                                                                            |                  |
|                  | |                     |                                                                                            |                  |
| 30               | Tirs | 32                  |                                                                                            |                  |

| 10 avril | Maple Leafs de Toronto | 3-2 (pr) (1-0, 0-1, 1-1, 1-0) | Kings de Los Angeles | Maple Leaf Gardens 16 485 spectateurs |

| Feuille de match | Feuille de match | Feuille de match    | Feuille de match                                                                                       | Feuille de match |
| ---------------- | --- | ------------------- | --- | ---------------- |
|                  | Sittler (Hammarstrom, McKenny) — 10 min 25 s - Dunn (Keon, Stoughton) — 48 min 45 s Stoughton (Keon, Hammarstrom) — 70 min 19 s | 1-0 1-1 1-2 2-2 3-2 | - Murphy (Kannegiesser, St. Marseille) — 30 min 45 s (SN) Murphy (Carr, Murdoch) — 44 min 5 s (SN) - - |                  |
| McRae            | Gardiens | Vachon              | |                  |
|                  | |                     | |                  |
| 46               | Tirs | 41                  | |                  |

| 11 avril | Kings de Los Angeles | 1-2 (0-1, 0-1, 1-0) | Maple Leafs de Toronto | The Forum 16 005 spectateurs |

| Feuille de match | Feuille de match                     | Feuille de match | Feuille de match                                         | Feuille de match |
| ---------------- | ------------------------------------ | ---------------- | -------------------------------------------------------- | ---------------- |
|                  | - Kozak (Widing, Berry) — 53 min 9 s | 0-1 0-2 1-2      | Ferguson (Dunn) — 4 min 55 s Hammarstrom — 33 min 34 s - |                  |
| Vachon           | Gardiens                             | McRae            |                                                          |                  |
|                  |                                      |                  |                                                          |                  |
| 22               | Tirs                                 | 23               |                                                          |                  |

#### Boston contre Chicago
| 8 avril | Bruins de Boston | 8-2 (3-0, 3-0, 2-2) | Black Hawks de Chicago | Boston Garden 14 726 spectateurs |

| Feuille de match | Feuille de match | Feuille de match                              | Feuille de match                                                                          | Feuille de match |
| ---------------- | --- | --------------------------------------------- | ----------------------------------------------------------------------------------------- | ---------------- |
|                  | Vadnais (Savard, Orr) — 15 min 3 s (SN) Savard (Orr) — 15 min 12 s (SN) P. Esposito (Anderson, Edestrand) — 30 min 39 s Sheppard (Schmautz) — 36 min 1 s Sheppard (Schmautz, Vadnais) — 36 min 50 s P. Esposito (Cashman, Vadnais) — 41 min 29 s - P. Esposito (Cashman, Smith) — 51 min 3 s - Gilles Gilbert | 1-0 2-0 3-0 4-0 5-0 6-0 7-0 7-1 8-1 8-2       | - Redmond (Boldirev) — 44 min 20 s (SN) - Marks (Tallon, P. Martin) — 59 min 58 s Gilbert |                  |
| Gilbert          | Gardiens | T. Esposito (41 min 29 s) Dumas (18 min 31 s) |                                                                                           |                  |
|                  | |                                               |                                                                                           |                  |
| 41               | Tirs | 30                                            |                                                                                           |                  |

| 10 avril | Black Hawks de Chicago | 4-3 (pr) (2-0, 1-1, 0-1, 1-0) | Bruins de Boston | Chicago Stadium 17 500 spectateurs |

| Feuille de match | Feuille de match | Feuille de match            | Feuille de match | Feuille de match |
| ---------------- | --- | --------------------------- | --- | ---------------- |
|                  | Boldirev (Bordeleau, White) — 3 min 15 s Mikita (Redmond, Koroll) — 14 min 37 s - Tallon (Pappin, Hull) — 35 min 39 s - Boldirev (Pappin, Marks) — 67 min 33 s | 1-0 2-0 2-1 2-2 3-2 3-3 4-3 | - Marcotte (Orr) — 24 min 35 s Hodge (Orr, Vadnais) — 33 min 32 s (SN) - Orr (Schmautz, Sheppard) — 41 min 31 s (IN) - |                  |
| T. Esposito      | Gardiens | Gilbert                     | |                  |
|                  | |                             | |                  |
| 36               | Tirs | 25                          | |                  |

| 11 avril | Bruins de Boston | 4-6 (0-2, 3-3, 1-1) | Black Hawks de Chicago | Boston Garden 15 003 spectateurs |

| Feuille de match | Feuille de match | Feuille de match                        | Feuille de match | Feuille de match |
| ---------------- | --- | --------------------------------------- | --- | ---------------- |
|                  | - Schmautz (Smith) — 27 min 16 s Nowak (P. Esposito, Vadnais) — 29 min 32 s - Sheppard (Schmautz, Orr) — 38 min 58 s - P. Esposito (Hodge) — 55 min 55 s | 0-1 0-2 0-3 1-3 2-3 2-4 2-5 3-5 3-6 4-6 | Magnuson (Mikita, Koroll) — 1 min 46 s Koroll (Redmond, Mikita) — 19 min 13 s (SN) Bordeleau (Marks, White) — 22 min 27 s - Koroll (Marks) — 35 min 34 s (SN) Marks (Bordeleau, Tallon) — 38 min 24 s - Bordeleau (Boldirev, Hull) — 51 min 27 s - |                  |
| Gilbert          | Gardiens | T. Esposito                             | |                  |
|                  | |                                         | |                  |
| 56               | Tirs | 19                                      | |                  |

#### Pittsburh contre Saint-Louis
| 8 avril | Penguins de Pittsburgh | 4-3 (0-2, 1-0, 3-1) | Blues de Saint-Louis | Civic Arena 13 217 spectateurs |

| Feuille de match | Feuille de match | Feuille de match            | Feuille de match                                                                             | Feuille de match |
| ---------------- | --- | --------------------------- | -------------------------------------------------------------------------------------------- | ---------------- |
|                  | - Kelly (Larouche) — 39 min 45 s - Arnason (Kelly, Paradise) — 43 min 45 s Arnason (Hadfield, Stackhouse) — 49 min 57 s (SN) Larouche (Hadfield, Stackhouse) — 57 min 29 s | 0-1 0-2 1-2 1-3 2-3 3-3 4-3 | Larose (Unger) — 12 min 21 s Merrick (Unger, Plager) — 17 min 19 s - Unger — 40 min 54 s - - |                  |
| Inness           | Gardiens | Davidson                    |                                                                                              |                  |
|                  | |                             |                                                                                              |                  |
| 26               | Tirs | 22                          |                                                                                              |                  |

| 10 avril | Blues de Saint-Louis | 3-5 (2-2, 1-1, 0-2) | Penguins de Pittsburgh | St. Louis Arena 18 008 spectateurs |

| Feuille de match | Feuille de match | Feuille de match                | Feuille de match | Feuille de match |
| ---------------- | --- | ------------------------------- | --- | ---------------- |
|                  | Berenson (Sacharuk, Unger) — 3 min 12 s (SN) - Collins (Thomson, Merrick) — 9 min 57 s - Sacharuk (Patrick, Larose) — 31 min 26 s - - | 1-0 1-1 2-1 2-2 3-2 3-3 3-4 3-5 | - Pronovost (Apps, Campbell) — 5 min 16 s - Stackhouse (Arnason, Kelly) — 17 min 56 s (SN) - Apps (MacDonald, Stackhouse) — 34 min 27 s (SN) Campbell (McManama) — 44 min 33 s Hadfield (Schock) — 56 min 12 s |                  |
| Johnston         | Gardiens | Inness                          | |                  |
|                  | |                                 | |                  |
| 42               | Tirs | 29                              | |                  |

#### Rangers de New York contre Islanders de New York
| 8 avril | Rangers de New York | 2-3 (0-0, 2-0, 0-3) | Islanders de New York | Madison Square Garden 17 250 spectateurs |

| Feuille de match | Feuille de match                                                           | Feuille de match    | Feuille de match | Feuille de match |
| ---------------- | -------------------------------------------------------------------------- | ------------------- | --- | ---------------- |
|                  | Park (Ratelle) — 28 min 11 s Stemkowski (Beverley, Park) — 39 min 25 s - - | 1-0 2-0 2-1 2-2 2-3 | - Harris (Parisé, Drouin) — 45 min (SN) J. Potvin (MacMillan, Marshall) — 51 min 51 s Gillies (Westfall, Lewis) — 53 min 30 s |                  |
| Giacomin         | Gardiens                                                                   | Resch               | |                  |
|                  |                                                                            |                     | |                  |
| 31               | Tirs                                                                       | 25                  | |                  |

| 10 avril | Islanders de New York | 3-8 (1-4, 1-3, 1-1) | Rangers de New York | Nassau Veterans Memorial Coliseum 14 865 spectateurs |

| Feuille de match | Feuille de match | Feuille de match                            | Feuille de match | Feuille de match |
| ---------------- | --- | ------------------------------------------- | --- | ---------------- |
|                  | - Parisé (Drouin, Westfall) — 8 min 29 s - Marshall (Howatt, Fortier) — 37 min 15 s - J. Potvin (Marshall) — 45 min 34 s (SN) | 0-1 0-2 0-3 1-3 1-4 1-5 1-6 2-6 2-7 2-8 3-8 | Ratelle (Vickers, Park) — 3 min 29 s (SN) Fairbairn (Vickers, Ratelle) — 6 min 10 s (SN) Fairbairn (Tkaczuk, Park) — 7 min 1 s (IN) - Harris (Ratelle, Gilbert) — 10 min 56 s Vickers (Gilbert, Marotte) — 22 min 20 s (IN) Butler (Irvine) — 29 min 58 s - Tkaczuk — 37 min 51 s Gilbert (Ratelle, Vickers) — 42 min 37 s - |                  |
| Resch Smith      | Gardiens | Villemure                                   | |                  |
|                  | |                                             | |                  |
| 21               | Tirs | 31                                          | |                  |

| 11 avril | Rangers de New York | 3-4 (pr) (0-1, 0-2, 3-0, 0-1) | Islanders de New York | Madison Square Garden 17 500 spectateurs |

| Feuille de match                     | Feuille de match | Feuille de match            | Feuille de match | Feuille de match |
| ------------------------------------ | --- | --------------------------- | --- | ---------------- |
|                                      | - Fairbairn (Tkaczuk, Greschner) — 44 min 44 s Fairbairn (Vickers, Park) — 53 min 27 s (SN) Vickers (Ratelle, Gilbert) — 53 min 41 s - | 0-1 0-2 0-3 1-3 2-3 3-3 3-4 | Gillies (Bourne) — 16 min D. Potvin (J. Potvin, Nystrom) — 28 min 26 s (SN) D. Potvin (Henning) — 32 min 51 s (IN) - Parisé (Drouin) — 60 min 11 s |                  |
| Villemure (34 min) Giacomin (27 min) | Gardiens | Smith                       | |                  |
|                                      | |                             | |                  |
| 40                                   | Tirs | 26                          | |                  |

### Deuxième tour

#### Philadelphie contre Toronto
| 13 avril | Flyers de Philadelphie | 6-3 (2-0, 0-3, 4-0) | Maple Leafs de Toronto | The Spectrum 17 077 spectateurs |

| Feuille de match, | Feuille de match, | Feuille de match,                   | Feuille de match, | Feuille de match,                                               |
| ----------------- | --- | ----------------------------------- | --- | --------------------------------------------------------------- |
|                   | MacLeish (Clarke, Barber) — 5 min 50 s (SN) MacLeish (Dornhoefer, Harris) — 10 min 21 s - Barber (Dornhoefer) — 49 min 25 s Leach (Clarke, Lonsberry) — 51 min 46 s Watson (MacLeish, Barber) — 52 min 2 s MacLeish (Dornhoefer, Barber) — 59 min 53 s | 1-0 2-0 2-1 2-2 2-3 3-3 4-3 5-3 6-3 | - Williams (Turnbull, Keon) — 31 min 40 s (SN) Stoughton (Sittler, Salming) — 38 min 56 s Sittler (Salming, Stoughton) — 39 min 31 s - - | Arbitrage : Andy Van Hellemond Neil Armstrong et Ray Scapinello |
| Parent            | Gardiens | McRae                               | | Arbitrage : Andy Van Hellemond Neil Armstrong et Ray Scapinello |
|                   | |                                     | | Arbitrage : Andy Van Hellemond Neil Armstrong et Ray Scapinello |
| 26                | Tirs | 23                                  | | Arbitrage : Andy Van Hellemond Neil Armstrong et Ray Scapinello |

| 15 avril | Flyers de Philadelphie | 3-0 (0-0, 2-0, 1-0) | Maple Leafs de Toronto | The Spectrum 16 005 spectateurs |

| Feuille de match | Feuille de match                                                                                             | Feuille de match | Feuille de match | Feuille de match |
| ---------------- | --- | ---------------- | ---------------- | ---------------- |
|                  | Dupont (Clarke) — 23 min 35 s (SN) Crisp (Watson, Saleski) — 24 min 36 s Crisp (Kelly, Watson) — 45 min 12 s | 1-0 2-0 3-0      | - -              |                  |
| Parent           | Gardiens | McRae            |                  |                  |
|                  | |                  |                  |                  |
| 29               | Tirs | 13               |                  |                  |

| 17 avril | Maple Leafs de Toronto | 0-2 (0-1, 0-1, 0-0) | Flyers de Philadelphie | Maple Leaf Gardens 16 485 spectateurs |

| Feuille de match | Feuille de match | Feuille de match | Feuille de match                                                   | Feuille de match |
| ---------------- | ---------------- | ---------------- | ------------------------------------------------------------------ | ---------------- |
|                  | - -              | 0-1 0-2          | Dornhoefer (MacLeish, Van Impe) — 3 min 8 s MacLeish — 21 min 59 s |                  |
| McRae            | Gardiens         | Parent           |                                                                    |                  |
|                  |                  |                  |                                                                    |                  |
| 31               | Tirs             | 27               |                                                                    |                  |

| 19 avril | Maple Leafs de Toronto | 3-4 (pr) (2-2, 0-1, 1-0, 0-1) | Flyers de Philadelphie | Maple Leaf Gardens 16 485 spectateurs |

| Feuille de match | Feuille de match | Feuille de match            | Feuille de match | Feuille de match |
| ---------------- | --- | --------------------------- | --- | ---------------- |
|                  | Stoughton (Stoughton) — 2 min 47 s - Ellis (Salming, Williams) — 11 min 17 s (SN) - Ellis (Williams, Salming) — 53 min 23 s - | 1-0 1-1 2-1 2-2 2-3 3-3 3-4 | - Leach (Clarke, Watson) — 3 min 33 s - Leach (Clarke, Goodenough) — 15 min 48 s (SN) Barber (Dornhoefer, Watson) — 28 min 22 s - Dupont (Schultz) — 61 min 45 s |                  |
| McRae            | Gardiens | Parent                      | |                  |
|                  | |                             | |                  |
| 31               | Tirs | 33                          | |                  |

#### Buffalo contre Chicago
| 13 avril | Sabres de Buffalo | 4-1 (3-0, 0-1, 1-0) | Black Hawks de Chicago | The Aud 15 863 spectateurs |

| Feuille de match | Feuille de match | Feuille de match    | Feuille de match           | Feuille de match |
| ---------------- | --- | ------------------- | -------------------------- | ---------------- |
|                  | Gare (Ramsay, Guevremont) — 2 min 11 s Perreault (Carriere, Robert) — 14 min 35 s Stanfield (Hajt) — 17 min 25 s - R. Martin (Robert, Stanfield) — 58 min 30 s (SN) | 1-0 2-0 3-0 3-1 4-1 | - Boldirev — 34 min 22 s - |                  |
| Desjardins       | Gardiens | T. Esposito         |                            |                  |
|                  | |                     |                            |                  |
| 30               | Tirs | 19                  |                            |                  |

| 15 avril | Sabres de Buffalo | 3-1 (3-1, 0-0, 0-0) | Black Hawks de Chicago | The Aud 15 863 spectateurs |

| Feuille de match | Feuille de match | Feuille de match | Feuille de match                   | Feuille de match |
| ---------------- | --- | ---------------- | ---------------------------------- | ---------------- |
|                  | - Gare (Carriere, Ramsay) — 1 min 35 s Dudley (Lorentz, McNab) — 9 min 59 s Dudley (Perreault, Robert) — 15 min 9 s (SN) | 0-1 1-1 2-1 3-1  | Mikita (Koroll, Gagnon) — 51 s - - |                  |
| Desjardins       | Gardiens | T. Esposito      |                                    |                  |
|                  | |                  |                                    |                  |
| 21               | Tirs | 27               |                                    |                  |

| 17 avril | Black Hawks de Chicago | 5-4 (pr) (3-2, 1-1, 0-1, 1-0) | Sabres de Buffalo | Chicago Stadium 17 500 spectateurs |

| Feuille de match | Feuille de match | Feuille de match                    | Feuille de match | Feuille de match |
| ---------------- | --- | ----------------------------------- | --- | ---------------- |
|                  | Mulvey (Marks, White) — 1 min 26 s - Boldirev (Tallon, Marks) — 5 min 20 s (SN) - Redmond (Koroll, Mikita) — 15 min 43 s - Koroll (Mikita, Russell) — 35 min 38 s - Mikita (Redmond, Koroll) — 62 min 31 s | 1-0 1-1 2-1 2-2 3-2 3-3 4-3 4-4 5-4 | - R. Martin (Robert, Perreault) — 5 min (SN) - Perreault (R. Martin, Robert) — 11 min 57 s (SN) - Luce (Gare, Schoenfeld) — 28 min 37 s - Schoenfeld — 48 min 23 s (SN) - |                  |
| T. Esposito      | Gardiens | Desjardins                          | |                  |
|                  | |                                     | |                  |
| 25               | Tirs | 30                                  | |                  |

| 20 avril | Black Hawks de Chicago | 2-6 (1-0, 0-1, 1-5) | Sabres de Buffalo | Chicago Stadium 19 000 spectateurs |

| Feuille de match | Feuille de match                                                                   | Feuille de match                | Feuille de match | Feuille de match |
| ---------------- | ---------------------------------------------------------------------------------- | ------------------------------- | --- | ---------------- |
|                  | Mulvey (Russell, Marks) — 14 min 17 s - Russell (Rota, Magnuson) — 58 min 35 s - - | 1-0 1-1 1-2 1-3 1-4 2-4 2-5 2-6 | - McNab (Spencer, Schoenfeld) — 20 min 30 s Lorentz (McNab) — 40 min 17 s R. Martin (Perreault, Guevremont) — 41 min 47 s (IN) Robert (R. Martin) — 54 min 59 s - Gare (Luce, Ramsay) — 50 min 51 s Perreault (Robert, R. Martin) — 54 min 52 s (SN) |                  |
| T. Esposito      | Gardiens                                                                           | Desjardins                      | |                  |
|                  |                                                                                    |                                 | |                  |
| 21               | Tirs                                                                               | 38                              | |                  |

| 22 avril | Sabres de Buffalo | 3-1 (0-1, 1-0, 2-0) | Black Hawks de Chicago | The Aud 15 863 spectateurs |

| Feuille de match | Feuille de match                                                                           | Feuille de match | Feuille de match                                | Feuille de match |
| ---------------- | ------------------------------------------------------------------------------------------ | ---------------- | ----------------------------------------------- | ---------------- |
|                  | - Ramsay (Luce, Gare) — 38 min 48 s Robert (Perreault) — 41 min 16 s Lorentz — 55 min 54 s | 0-1 1-1 2-1 3-1  | P. Martin (Magnuson, Russell) — 18 min 51 s - - |                  |
| Desjardins       | Gardiens                                                                                   | T. Esposito      |                                                 |                  |
|                  |                                                                                            |                  |                                                 |                  |
| 35               | Tirs                                                                                       | 14               |                                                 |                  |

#### Montréal contre Vancouver
| 13 avril | Canadiens de Montréal | 6-2 (2-2, 2-0, 2-0) | Canucks de Vancouver | Forum de Montréal spectateurs |

| Feuille de match | Feuille de match | Feuille de match                | Feuille de match                                                                     | Feuille de match |
| ---------------- | --- | ------------------------------- | ------------------------------------------------------------------------------------ | ---------------- |
|                  | Lapointe (Risebrough) — 9 min 2 s Lapointe (Mahovlich, Lafleur) — 12 min 17 s (SN) - Lafleur (Gainey, Savard) — 28 min 29 s Cournoyer (Risebrough, Roberts) — 33 min 34 s Lafleur (Mahovlich, Shutt) — 51 min 4 s Shutt (Lafleur) — 27 min 21 s | 1-0 2-0 2-1 2-2 3-2 4-2 5-2 6-2 | - Bordeleau (Oddleifson) — 15 min 40 s O'Flaherty (Murray, Dailey) — 17 min 26 s - - |                  |
| Dryden           | Gardiens | Lockett                         |                                                                                      |                  |
| 16641 min        | Pénalités |                                 |                                                                                      |                  |
| 39               | Tirs | 21                              |                                                                                      |                  |

| 15 avril | Canadiens de Montréal | 1-2 (0-0, 1-1, 0-1) | Canucks de Vancouver | Forum de Montréal spectateurs |

| Feuille de match | Feuille de match                       | Feuille de match | Feuille de match                                                             | Feuille de match |
| ---------------- | -------------------------------------- | ---------------- | ---------------------------------------------------------------------------- | ---------------- |
|                  | Risebrough (Lambert) — 32 min 39 s - - | 1-0 1-1 1-2      | - O'Flaherty (Dailey) — 35 min 8 s Monahan (Rochefort, Dailey) — 53 min 45 s |                  |
| Dryden           | Gardiens                               | Smith            |                                                                              |                  |
| 16470 min        | Pénalités                              |                  |                                                                              |                  |
| 39               | Tirs                                   | 27               |                                                                              |                  |

| 17 avril | Canucks de Vancouver | 1-4 (1-0, 0-3, 0-1) | Canadiens de Montréal | Pacific Coliseum 15 570 spectateurs |

| Feuille de match | Feuille de match                              | Feuille de match    | Feuille de match | Feuille de match |
| ---------------- | --------------------------------------------- | ------------------- | --- | ---------------- |
|                  | Gould (Oddleifson, Grisdale) — 3 min 15 s - - | 1-0 1-1 1-2 1-3 1-4 | - Roberts (Awrey, Mahovlich) — 23 min 56 s Gainey (Lafleur, Awrey) — 35 min 6 s Lemaire (Roberts, Wilson) — 39 min 28 s Lafleur (Savard, Cournoyer) — 46 min 34 s |                  |
| Smith            | Gardiens                                      | Dryden              | |                  |
|                  |                                               |                     | |                  |
| 26               | Tirs                                          | 37                  | |                  |

| 19 avril | Canucks de Vancouver | 0-4 (0-0, 0-2, 0-2) | Canadiens de Montréal | Pacific Coliseum 15 570 spectateurs |

| Feuille de match | Feuille de match | Feuille de match | Feuille de match | Feuille de match |
| ---------------- | ---------------- | ---------------- | --- | ---------------- |
|                  | - -              | 0-1 0-2 0-3 0-4  | Lafleur (Cournoyer) — 24 min 6 s Cournoyer (Savard) — 36 min 38 s Mahovlich (Gainey, Awrey) — 47 min 35 s Savard (Wilson, Lemaire) — 54 min 17 s |                  |
| Smith            | Gardiens         | Dryden           | |                  |
|                  |                  |                  | |                  |
| 37               | Tirs             | 24               | |                  |

| 22 avril | Canadiens de Montréal | 5-4 (pr) (0-1, 2-2, 2-1, 1-0) | Canucks de Vancouver | Forum de Montréal 16 461 spectateurs |

| Feuille de match | Feuille de match | Feuille de match                    | Feuille de match | Feuille de match |
| ---------------- | --- | ----------------------------------- | --- | ---------------- |
|                  | - Mahovlich (Gainey, Lafleur) — 21 min 40 s Cournoyer (Wilson, Lemaire) — 24 min 20 s - Mahovlich (Savard, Robinson) — 48 min 1 s Lapointe (Sather, Risebrough) — 50 min 54 s Lafleur (Cournoyer, Gainey) — 77 min 6 s | 0-1 1-1 2-1 2-2 2-3 2-4 3-4 4-4 5-4 | Gould (Oddleifson, Robitaille) — 5 min 23 s (SN) - Bordeleau (Lever, Robitaille) — 25 min 45 s (SN) Boudrias (Gould, O'Flaherty) — 30 min 38 s Dailey (O'Flaherty, Rochefort) — 45 min 36 s - - |                  |
| Dryden           | Gardiens | Smith                               | |                  |
|                  | |                                     | |                  |
| 47               | Tirs | 33                                  | |                  |

#### Pittsburgh contre Islanders de New York
| 13 avril | Penguins de Pittsburgh | 5-4 (3-1, 0-1, 2-2) | Islanders de New York | Civic Arena 13 404 spectateurs |

| Feuille de match | Feuille de match | Feuille de match                    | Feuille de match | Feuille de match |
| ---------------- | --- | ----------------------------------- | --- | ---------------- |
|                  | Hadfield (Schock) — 2 min 5 s (IN) Stackhouse (Schock, Kehoe) — 10 min 59 s Laframboise — 11 min 52 s - Kelly (Larouche, Arnason) — 40 min 36 s (IN) Burrows (Larouche, Stackhouse) — 44 min 44 s - - | 1-0 2-0 3-0 3-1 3-2 4-2 5-2 5-3 5-4 | - St-Laurent (Howatt, D. Potvin) — 16 min 5 s Bourne (Harris, J. Potvin) — 32 min 10 s (SN) - Parisé (D. Potvin, J. Potvin) — 46 min 52 s (SN) Parisé (Drouin) — 57 min 47 s |                  |
| Inness           | Gardiens | Smith                               | |                  |
|                  | |                                     | |                  |
| 34               | Tirs | 40                                  | |                  |

| 15 avril | Penguins de Pittsburgh | 3-1 (0-0, 2-0, 1-1) | Islanders de New York | Civic Arena 13 404 spectateurs |

| Feuille de match | Feuille de match | Feuille de match | Feuille de match                       | Feuille de match |
| ---------------- | --- | ---------------- | -------------------------------------- | ---------------- |
|                  | Pronovost (MacDonald, Burrows) — 20 min 24 s MacDonald (Pronovost, Stackhouse) — 29 min 30 s (SN) MacDonald (Pronovost) — 54 min 51 s - | 1-0 2-0 3-0 3-1  | - Gillies (Hart, Bourne) — 55 min 34 s |                  |
| Inness           | Gardiens | Smith            |                                        |                  |
|                  | |                  |                                        |                  |
| 47               | Tirs | 33               |                                        |                  |

| 17 avril | Islanders de New York | 4-6 (0-2, 1-1, 3-3) | Penguins de Pittsburgh | Nassau Veterans Memorial Coliseum 14 865 spectateurs |

| Feuille de match | Feuille de match | Feuille de match                        | Feuille de match | Feuille de match |
| ---------------- | --- | --------------------------------------- | --- | ---------------- |
|                  | - Westfall (Henning) — 27 min 26 s Drouin (Westfall, Hart) — 41 min 17 s - Marshall (Fortier, Drouin) — 57 min 41 s - Drouin (Westfall, Parisé) — 59 min 8 s - | 0-1 0-2 0-3 1-3 2-3 2-4 3-4 3-5 4-5 4-6 | Pronovost (Apps) — 4 min 12 s Kelly (Larouche) — 7 min 26 s Kelly — 23 min 25 s - Hadfield (Kehoe, Stackhouse) — 50 min 31 s - Apps (Campbell) — 58 min 15 s - MacDonald (Pronovost) — 59 min 48 s (CV) |                  |
| Smith            | Gardiens | Inness                                  | |                  |
|                  | |                                         | |                  |
| 47               | Tirs | 32                                      | |                  |

| 20 avril | Islanders de New York | 3-1 (1-0, 0-1, 2-0) | Penguins de Pittsburgh | Nassau Veterans Memorial Coliseum 14 865 spectateurs |

| Feuille de match | Feuille de match                                                                                            | Feuille de match | Feuille de match                                  | Feuille de match |
| ---------------- | --- | ---------------- | ------------------------------------------------- | ---------------- |
|                  | St-Laurent — 3 min 48 s (SN) - Gillies (Hart, Harris) — 46 min 16 s Parisé (Westfall, Drouin) — 46 min 55 s | 1-0 1-1 2-1 3-1  | - Kelly (Owchar, Larouche) — 28 min 18 s (SN) - - |                  |
| Resch            | Gardiens | Inness           |                                                   |                  |
|                  | |                  |                                                   |                  |
| 38               | Tirs | 28               |                                                   |                  |

| 22 avril | Penguins de Pittsburgh | 2-4 (0-2, 1-1, 1-1) | Islanders de New York | Civic Arena 13 404 spectateurs |

| Feuille de match | Feuille de match                                                      | Feuille de match        | Feuille de match | Feuille de match |
| ---------------- | --------------------------------------------------------------------- | ----------------------- | --- | ---------------- |
|                  | - Hadfield (Campbell) — 28 min 32 s - MacDonald (Apps) — 57 min 6 s - | 0-1 0-2 1-2 1-3 2-3 2-4 | Harris (J. Potvin, Stewart) — 2 min 11 s (SN) Stewart (Harris) — 5 min 24 s - Westfall (Parisé, Drouin) — 31 min 13 s (SN) - Drouin — 59 min 30 s (CV) |                  |
| Inness           | Gardiens                                                              | Resch                   | |                  |
|                  |                                                                       |                         | |                  |
| 36               | Tirs                                                                  | 19                      | |                  |

| 24 avril | Islanders de New York | 4-1 (0-0, 2-1, 2-0) | Penguins de Pittsburgh | Nassau Veterans Memorial Coliseum 14 865 spectateurs |

| Feuille de match | Feuille de match | Feuille de match    | Feuille de match                              | Feuille de match |
| ---------------- | --- | ------------------- | --------------------------------------------- | ---------------- |
|                  | Stewart (D. Potvin, Gillies) — 24 min 7 s - Howatt (Nystrom, St-Laurent) — 35 min 16 s (SN) Westfall (Drouin, Parisé) — 59 min 34 s (CV) Howatt (Marshall) — 59 min 59 s (CV) | 1-0 1-1 2-1 3-1 4-1 | - Larouche (Kelly, Arnason) — 24 min 56 s - - |                  |
| Resch            | Gardiens | Inness              |                                               |                  |
|                  | |                     |                                               |                  |
| 40               | Tirs | 32                  |                                               |                  |

| 26 avril | Penguins de Pittsburgh | 0-1 (0-0, 0-0, 0-1) | Islanders de New York | Civic Arena 13 404 spectateurs |

| Feuille de match | Feuille de match | Feuille de match | Feuille de match                  | Feuille de match |
| ---------------- | ---------------- | ---------------- | --------------------------------- | ---------------- |
|                  | -                | 0-1              | Westfall (Marshall) — 54 min 42 s |                  |
| Inness           | Gardiens         | Resch            |                                   |                  |
|                  |                  |                  |                                   |                  |
| 30               | Tirs             | 17               |                                   |                  |

### Troisième tour

#### Philadelphie contre Islanders de New York
| 29 avril | Flyers de Philadelphie | 4-0 (1-0, 2-0, 1-0) | Islanders de New York | The Spectrum 17 007 spectateurs |

| Feuille de match | Feuille de match | Feuille de match | Feuille de match | Feuille de match |
| ---------------- | --- | ---------------- | ---------------- | ---------------- |
|                  | Saleski (Stephenson, Harris) — 6 min 4 s Barber (Schultz, MacLeish) — 22 min 39 s Clarke — 38 min 19 s MacLeish (Clarke, Bladon) — 41 min 34 s (SN) | 1-0 2-0 3-0 4-0  | - -              |                  |
| Stephenson       | Gardiens | Resch            |                  |                  |
|                  | |                  |                  |                  |
| 25               | Tirs | 21               |                  |                  |

| 1 mai | Flyers de Philadelphie | 5-4 (pr) (3-1, 1-1, 0-1, 2-0) | Islanders de New York | The Spectrum 17 007 spectateurs |

| Feuille de match | Feuille de match | Feuille de match                    | Feuille de match | Feuille de match |
| ---------------- | --- | ----------------------------------- | --- | ---------------- |
|                  | Dornhoefer (MacLeish) — 3 min 13 s - Leach (Watson, Dupont) — 7 min 38 s Bladon (Barber, MacLeish) — 9 min 50 s (SN) Barber (Leach, MacLeish) — 20 min 58 s - Clarke (Van Impe, Lonsberry) — 62 min 56 s | 1-0 1-1 2-1 3-1 4-1 4-2 4-3 4-4 5-4 | - D. Potvin (Harris, Stewart) — 5 min 34 s (SN) - Parisé (Drouin, D. Potvin) — 32 min 22 s (SN) Parisé (Drouin, D. Potvin) — 53 min 46 s D. Potvin (Harris, Stewart) — 54 min - |                  |
| Stephenson       | Gardiens | Smith                               | |                  |
|                  | |                                     | |                  |
| 27               | Tirs | 30                                  | |                  |

| 4 mai | Islanders de New York | 0-1 (0-0, 0-0, 0-1) | Flyers de Philadelphie | Nassau Veterans Memorial Coliseum 14 865 spectateurs |

| Feuille de match | Feuille de match | Feuille de match | Feuille de match                     | Feuille de match |
| ---------------- | ---------------- | ---------------- | ------------------------------------ | ---------------- |
|                  | -                | 0-1              | Leach (Clarke, Watson) — 40 min 30 s |                  |
| Resch            | Gardiens         | Parent           |                                      |                  |
|                  |                  |                  |                                      |                  |
| 14               | Tirs             | 32               |                                      |                  |

| 7 mai | Islanders de New York | 4-3 (pr) (1-0, 2-2, 0-1, 1-0) | Flyers de Philadelphie | Nassau Veterans Memorial Coliseum 14 865 spectateurs |

| Feuille de match | Feuille de match | Feuille de match            | Feuille de match | Feuille de match |
| ---------------- | --- | --------------------------- | --- | ---------------- |
|                  | Westfall (D. Potvin, Harris) — 4 min 58 s (SN) Hart (Howatt, St-Laurent) — 25 min 29 s Stewart (Harris, Gillies) — 32 min 49 s (SN) - Drouin (Parisé, Westfall) — 61 min 53 s | 1-0 2-0 3-0 3-1 3-2 3-3 4-3 | - Lonsberry (Dornhoefer) — 37 min 24 s MacLeish (Watson, Clarke) — 39 min 21 s MacLeish (Dupont, Watson) — 44 min 48 s - |                  |
| Resch            | Gardiens | Parent                      | |                  |
|                  | |                             | |                  |
| 28               | Tirs | 39                          | |                  |

| 8 mai | Flyers de Philadelphie | 1-5 (0-1, 0-2, 1-2) | Islanders de New York | The Spectrum 17 077 spectateurs |

| Feuille de match | Feuille de match                          | Feuille de match        | Feuille de match | Feuille de match |
| ---------------- | ----------------------------------------- | ----------------------- | --- | ---------------- |
|                  | - Kelly (Bladon, Schultz) — 55 min 10 s - | 0-1 0-2 0-3 0-4 1-4 1-5 | Parisé (D. Potvin, Drouin) — 14 min 19 s (SN) Harris (Fortier, D. Potvin) — 34 min 23 s Drouin (Parisé, Westfall) — 37 min 35 s Nystrom — 50 min 52 s - Howatt (Nystrom) — 58 min 22 s |                  |
| Parent           | Gardiens                                  | Resch                   | |                  |
|                  |                                           |                         | |                  |
| 29               | Tirs                                      | 24                      | |                  |

| 11 mai | Islanders de New York | 2-1 (0-1, 1-0, 1-0) | Flyers de Philadelphie | Nassau Veterans Memorial Coliseum 14 865 spectateurs |

| Feuille de match | Feuille de match                                                     | Feuille de match | Feuille de match                    | Feuille de match |
| ---------------- | -------------------------------------------------------------------- | ---------------- | ----------------------------------- | ---------------- |
|                  | - D. Potvin (Drouin, Westfall) — 38 min 15 s (IN) Hart — 43 min 42 s | 0-1 1-1 2-1      | Lonsberry (Watson) — 1 min 42 s - - |                  |
| Resch            | Gardiens                                                             | Parent           |                                     |                  |
|                  |                                                                      |                  |                                     |                  |
| 27               | Tirs                                                                 | 29               |                                     |                  |

| 13 mai | Flyers de Philadelphie | 4-1 (3-1, 0-0, 1-0) | Islanders de New York | The Spectrum 17 077 spectateurs |

| Feuille de match | Feuille de match | Feuille de match    | Feuille de match                                    | Feuille de match |
| ---------------- | --- | ------------------- | --------------------------------------------------- | ---------------- |
|                  | Dornhoefer (Watson) — 19 s MacLeish (Clarke, Barber) — 2 min 27 s (SN) - MacLeish (Goodenough) — 7 min 11 s (SN) MacLeish (Saleski) — 58 min 52 s | 1-0 2-0 2-1 3-1 4-1 | - Drouin (D. Potvin, Westfall) — 5 min 2 s (SN) - - |                  |
| Parent           | Gardiens | Resch               |                                                     |                  |
|                  | |                     |                                                     |                  |
| 35               | Tirs | 14                  |                                                     |                  |

#### Buffalo contre Montréal
| 27 avril | Sabres de Buffalo | 6-5 (pr) (3-2, 1-1, 1-1, 1-0) | Canadiens de Montréal | The Aud 15 863 spectateurs |

| Feuille de match   | Feuille de match | Feuille de match                            | Feuille de match | Feuille de match |
| ------------------ | --- | ------------------------------------------- | --- | ---------------- |
|                    | - R. Martin (Perreault, Stanfield) — 5 min 12 s (SN) Robert (Perreault) — 11 min 22 s Dudley (McNab, Lorentz) — 18 min 1 s - Perreault (R. Martin) — 38 min 15 s Lorentz (Stanfield, McNab) — 44 min 20 s - Gare (Ramsay) — 64 min 42 s | 0-1 1-1 2-1 3-1 3-2 3-3 3-4 4-4 5-4 5-5 6-5 | Lapointe — 32 s (SN) - Lafleur (Lemaire) — 18 min 29 s Lapointe (Mahovlich, Awrey) — 26 min 44 s (IN) Cournoyer (Mahovlich, Lemaire) — 30 min 57 s - Lemaire (Cournoyer) — 59 min 36 s - |                  |
| Desjardins Crozier | Gardiens | Dryden                                      | |                  |
|                    | |                                             | |                  |
| 43                 | Tirs | 31                                          | |                  |

| 29 avril | Sabres de Buffalo | 4-2 (1-0, 1-1, 2-1) | Canadiens de Montréal | The Aud 15 863 spectateurs |

| Feuille de match | Feuille de match | Feuille de match        | Feuille de match                                                                          | Feuille de match |
| ---------------- | --- | ----------------------- | ----------------------------------------------------------------------------------------- | ---------------- |
|                  | Luce (Hajt, Ramsay) — 17 min 20 s Lorentz (McNab, Spencer) — 29 min 53 s - Ramsay (Gare, Luce) — 41 min 27 s - Gare (Luce) — 59 min 50 s (CV) | 1-0 2-0 2-1 3-1 3-2 4-2 | - Lambert (Mahovlich, Lapointe) — 31 min 22 s (SN) - Richard (Shutt, Bouchard) — 49 min - |                  |
| Crozier          | Gardiens | Dryden                  |                                                                                           |                  |
|                  | |                         |                                                                                           |                  |
| 35               | Tirs | 27                      |                                                                                           |                  |

| 1 mai | Canadiens de Montréal | 7-0 (2-0, 1-0, 4-0) | Sabres de Buffalo | Forum de Montréal 17 160 spectateurs |

| Feuille de match | Feuille de match | Feuille de match            | Feuille de match | Feuille de match |
| ---------------- | --- | --------------------------- | ---------------- | ---------------- |
|                  | Mahovlich (Lapointe, Cournoyer) — 1 min 38 s (SN) Lafleur (Mahovlich, Shutt) — 18 min 56 s Lemaire — 37 min 33 s Lambert — 41 min 24 s Risebrough — 48 min 51 s Lafleur (Shutt, Robinson) — 54 min 55 s (SN) Lafleur (Shutt, Mahovlich) — 55 min 22 s | 1-0 2-0 3-0 4-0 5-0 6-0 7-0 | - -              |                  |
| Dryden           | Gardiens | Crozier Desjardins          |                  |                  |
|                  | |                             |                  |                  |
| 40               | Tirs | 27                          |                  |                  |

| 3 mai | Canadiens de Montréal | 8-2 (2-1, 2-0, 4-1) | Sabres de Buffalo | Forum de Montréal 18 453 spectateurs |

| Feuille de match | Feuille de match | Feuille de match                        | Feuille de match                                      | Feuille de match |
| ---------------- | --- | --------------------------------------- | ----------------------------------------------------- | ---------------- |
|                  | - Gainey (Mahovlich, Savard) — 7 min 59 s Lemaire (Lapointe, Savard) — 19 min 21 s (SN) Lafleur (Lemaire, Lapointe) — 32 min 51 s (SN) Lambert (Mahovlich, Savard) — 35 min 30 s Lafleur — 43 min 8 s (SN) Lambert — 46 min 34 s Lapointe (Lemaire, Lafleur) — 48 min 8 s (SN) - Sather (Risebrough, Tremblay) — 57 min 52 s | 0-1 1-1 2-1 3-1 4-1 5-1 6-1 7-1 7-2 8-2 | Luce (Hajt) — 6 min 42 s (IN) - Korab — 50 min 28 s - |                  |
| Dryden           | Gardiens | Desjardins                              |                                                       |                  |
|                  | |                                         |                                                       |                  |
| 43               | Tirs | 25                                      |                                                       |                  |

| 6 mai | Sabres de Buffalo | 5-4 (pr) (3-2, 0-1, 1-1, 1-0) | Canadiens de Montréal | The Aud |

| Feuille de match | Feuille de match | Feuille de match                    | Feuille de match | Feuille de match |
| ---------------- | --- | ----------------------------------- | --- | ---------------- |
|                  | Ramsay (Luce, Gare) — 2 min 18 s - Stanfield (McNab, Hajt) — 8 min 37 s Perreault (Guevremont) — 17 min 3 s (SN) - Ramsay (Guevremont, Robert) — 54 min 35 s (SN) Robert (Perreault) — 65 min 58 s | 1-0 1-1 2-1 3-1 3-2 3-3 3-4 4-4 5-4 | - Lemaire (Lafleur) — 2 min 51 s - Cournoyer (Lemaire, Risebrough) — 19 min 53 s Risebrough (Cournoyer, Bouchard) — 28 min 40 s Roberts (Richard, Lemaire) — 43 min 10 s - - |                  |
| Desjardins       | Gardiens | Dryden                              | |                  |
|                  | |                                     | |                  |
| 45               | Tirs | 19                                  | |                  |

| 8 mai | Canadiens de Montréal | 3-4 (1-3, 0-1, 2-0) | Sabres de Buffalo | Forum de Montréal 18 125 spectateurs |

| Feuille de match | Feuille de match | Feuille de match            | Feuille de match | Feuille de match |
| ---------------- | --- | --------------------------- | --- | ---------------- |
|                  | - Mahovlich (Awrey, Shutt) — 9 min 48 s - Lafleur (Richard, Robinson) — 48 min 5 s Mahovlich (Robinson, Lafleur) — 58 min 55 s | 0-1 0-2 1-2 1-3 1-4 2-4 3-4 | Ramsay — 2 min 5 s (IN) R. Martin (Korab) — 8 min 51 s - McNab (Gare) — 12 min 48 s Lorentz (Stanfield, Spencer) — 29 min 33 s - - |                  |
| Dryden           | Gardiens | Desjardins                  | |                  |
|                  | |                             | |                  |
| 32               | Tirs | 27                          | |                  |

### Finale de la Coupe Stanley
| 15 mai | Flyers de Philadelphie | 4-1 (0-0, 0-0, 4-1) | Sabres de Buffalo | The Spectrum 17 007 spectateurs |

| Feuille de match | Feuille de match | Feuille de match    | Feuille de match                            | Feuille de match |
| ---------------- | --- | ------------------- | ------------------------------------------- | ---------------- |
|                  | Barber (Van Impe, MacLeish) — 43 min 42 s Lonsberry (Bladon, Clarke) — 47 min 59 s (SN) - Clarke — 51 min 41 s Barber (Clarke) — 59 min 2 s () | 1-0 2-0 2-1 3-1 4-1 | - R. Martin (Lorentz) — 51 min 7 s (SN) - - |                  |
| Parent           | Gardiens | Desjardins          |                                             |                  |
|                  | |                     |                                             |                  |
| 22               | Tirs | 28                  |                                             |                  |

| 18 mai | Flyers de Philadelphie | 2-1 (0-0, 1-0, 1-1) | Sabres de Buffalo | The Spectrum 17 007 spectateurs |

| Feuille de match | Feuille de match                                                                       | Feuille de match | Feuille de match                           | Feuille de match |
| ---------------- | -------------------------------------------------------------------------------------- | ---------------- | ------------------------------------------ | ---------------- |
|                  | Leach (Clarke, Lonsberry) — 26 min 24 s - Clarke (Barber, MacLeish) — 46 min 43 s (SN) | 1-0 1-1 2-1      | - Korab (Lorentz, Spencer) — 42 min 18 s - |                  |
| Parent           | Gardiens                                                                               | Desjardins       |                                            |                  |
|                  |                                                                                        |                  |                                            |                  |
| 24               | Tirs                                                                                   | 19               |                                            |                  |

| 20 mai | Sabres de Buffalo | 5-4 (pr) (2-3, 1-1, 1-1, 0-0) | Flyers de Philadelphie | The Aud 15 863 spectateurs |

| Feuille de match   | Feuille de match | Feuille de match                    | Feuille de match | Feuille de match |
| ------------------ | --- | ----------------------------------- | --- | ---------------- |
|                    | - Gare (Ramsay, Luce) — 11 min 26 s R. Martin (Guevremont) — 12 min 3 s - Luce (Korab) — 20 min 29 s - Hajt (R. Martin, Luce) — 49 min 56 s Robert (R. Martin, Perreault) — 78 min 29 s | 0-1 0-2 1-2 2-2 2-3 3-3 3-4 4-4 5-4 | Dornhoefer (Barber) — 39 s Saleski (Harris) — 3 min 9 s - MacLeish (Barber) — 14 min 13 s - Leach (Crisp, Kelly) — 34 min 30 s - - |                  |
| Desjardins Crozier | Gardiens | Parent                              | |                  |
|                    | |                                     | |                  |
| 46                 | Tirs | 33                                  | |                  |

| 22 mai | Sabres de Buffalo | 4-2 (0-1, 3-1, 1-0) | Flyers de Philadelphie | The Aud 15 863 spectateurs |

| Feuille de match | Feuille de match | Feuille de match        | Feuille de match                                                             | Feuille de match |
| ---------------- | --- | ----------------------- | ---------------------------------------------------------------------------- | ---------------- |
|                  | - Korab (R. Martin, Robert) — 23 min 46 s (SN) - Perreault (Robert, R. Martin) — 30 min 7 s (SN) Lorentz (Dudley, Schoenfeld) — 35 min 7 s Gare (Luce, Schoenfeld) — 59 min 28 s (CV) | 0-1 1-1 1-2 2-2 3-2 4-2 | Dupont (Kelly, Crisp) — 11 min 28 s - Lonsberry (MacLeish) — 24 min 20 s - - |                  |
| Desjardins       | Gardiens | Parent                  |                                                                              |                  |
|                  | |                         |                                                                              |                  |
| 27               | Tirs | 25                      |                                                                              |                  |

| 25 mai | Flyers de Philadelphie | 5-1 (3-0, 2-0, 0-1) | Sabres de Buffalo | The Spectrum 17 007 spectateurs |

| Feuille de match | Feuille de match | Feuille de match        | Feuille de match                   | Feuille de match |
| ---------------- | --- | ----------------------- | ---------------------------------- | ---------------- |
|                  | Schultz (Saleski, Kindrachuk) — 3 min 12 s Dornhoefer (Crisp, Van Impe) — 12 min 31 s Kelly (Crisp, Watson) — 12 min 50 s Leach (Barber, Goodenough) — 21 min 55 s (SN) Schultz (Goodenough, Harris) — 29 min 56 s - | 1-0 2-0 3-0 4-0 5-0 5-1 | - Luce (Ramsay, Gare) — 54 min 2 s |                  |
| Parent           | Gardiens | Desjardins              |                                    |                  |
|                  | |                         |                                    |                  |
| 26               | Tirs | 24                      |                                    |                  |

| 27 mai | Sabres de Buffalo | 0-2 (0-0, 0-0, 0-2) | Flyers de Philadelphie | The Aud 15 863 spectateurs |

| Feuille de match | Feuille de match | Feuille de match | Feuille de match                                                       | Feuille de match |
| ---------------- | ---------------- | ---------------- | ---------------------------------------------------------------------- | ---------------- |
|                  | - -              | 0-1 0-2          | Kelly (Leach, Watson) — 40 min 11 s Clement (Kindrachuk) — 57 min 13 s |                  |
| Crozier          | Gardiens         | Parent           |                                                                        |                  |
|                  |                  |                  |                                                                        |                  |
| 32               | Tirs             | 31               |                                                                        |                  |